# Un ennemi du peuple (Ibsen)
Pour les articles homonymes, voir Un ennemi du peuple.
Un ennemi du peuple est une pièce dramatique en cinq actes de l’auteur norvégien Henrik Ibsen. Avec Hedda Gabler et Une maison de poupée, il s’agit de l’une des œuvres les plus célèbres du dramaturge. Publiée en 1882, elle est jouée pour la première fois en janvier 1883 à Oslo.
La pièce débute alors que le docteur Stockmann découvre que les eaux de la station thermale de son village sont contaminées. Il se met donc en devoir de prévenir le public. Mais pour remédier au mal, des travaux dispendieux seraient nécessaires. Aussi la municipalité, dont le maire n’est autre que le propre frère du docteur, tente-t-elle de faire taire Stockmann. Ce dernier, qui s’attendait naïvement à ce que les gens du village lui témoignent gratitude et reconnaissance, voit plutôt les villageois se liguer contre lui. Il perd peu à peu sa clientèle, sa maison est assiégée ; il est devenu un « ennemi du peuple » qui enfin déclare que « l'homme le plus fort du monde est aussi celui qui est le plus isolé » contre la tyrannie de la majorité.

## Résumé

### Acte I
La scène se passe dans la maison du docteur Tomas Stockmann, le médecin d’une station thermale sur laquelle repose l’économie de la ville. Le soir où débute la pièce, le docteur et sa femme ont des invités. Arrive le frère du docteur, Peter Stockmannn, qui occupe des fonctions importantes dans la ville : juge, maître de police et président de la société thermale. Ce dernier lui propose d’écrire un article pour faire l’éloge de la station. Tomas refuse et donne des raisons évasives. Énervé, Peter s’en va. Arrive alors Petra, la fille du docteur, avec une lettre du facteur. On comprend alors le refus du docteur : la station est polluée. En effet, il avait envoyé des échantillons de l’eau à un laboratoire pour vérifier leur qualité, et il s’avère qu’elle est contaminée par des bactéries venant de la tannerie située en amont. Le docteur est heureux du bienfait qu’il fera à la ville, sans réaliser que la station devra fermer pour résoudre le problème. Il décide d’écrire un rapport public et autorise ses amis Hovstadt et Aslaksen, un rédacteur et un imprimeur, à écrire un article sur le sujet.

### Acte II
Le lendemain, Kiil, le beau-père du docteur, qui possède la tannerie responsable de la pollution des eaux vient le voir pour le féliciter du bon tour qu’il prépare : il pense que l’impureté des bains est un mensonge trop ridicule pour être cru, et encore moins par le juge Stockmann. Hovstadt et Aslaksen viennent voir le docteur pour l’assurer de leur appui et donc de celui du peuple, grâce au journal, et celui des propriétaires, grâce à Hovstadt, qui est aussi le représentant des propriétaires de la ville. Les deux hommes veulent aussi montrer les dessous de l’organisation de la station pour donner une plus grande notoriété au journal. À la suite de cette discussion, Tomas dit à Petra et à sa femme qu’il a la « majorité compacte » avec lui. Peter arrive et essaie de convaincre son frère d’annuler son projet de rapport, qui serait désastreux pour l’économie de la ville. Comme il refuse, il menace d’abord de le licencier de son poste à la station, puis de le déclarer « ennemi public », bien qu’il n’ait pas envie de recourir à la violence.

### Acte III
À l’imprimerie du « Messager du peuple », Hovstadt et un rédacteur, Billing, discutent de la publication de l’article. Le docteur Stockmann arrive en leur demandant de l’imprimer, mais des contestations surviennent et les rédacteurs hésitent sur la nécessité de publier cet article. Stockmann repart, Petra entre. Hovstadt lui avoue son amour, mais lui rappelle également que son père dépend du journal : elle part indignée. Peter vient alors pour convaincre les journalistes de ne pas imprimer l’article en disant qu’il faudrait deux ans pour rénover les bains, ce qui ruinerait l’économie de la ville. La femme du docteur vient dans le même but, car elle a peur pour sa famille. Les journalistes refusent donc d’imprimer l’article du docteur. Dépité, ce dernier décide d’organiser seul une réunion pour se faire entendre  de la ville, avec le soutien de sa femme, qui s’est finalement rendue aux arguments exposés au cours d’une discussion entre son mari et Peter.

### Acte IV
La scène se passe chez un marin, le capitaine Horster, qui est la seule personne à avoir accepté de prêter une salle au docteur. Ce dernier veut lire son article devant les habitants de la ville. Sont présents des bourgeois et des ouvriers de la ville, ainsi que les rédacteurs du journal, la famille du docteur (seule à le soutenir) et le juge Stockmann. Ce dernier a fait paraître un article la veille pour prévenir la ville que le docteur ne dira que des mensonges. Aslaksen est élu président du débat. La salle vote pour interdire au docteur de lire son texte. Pour avoir la parole, il prétend donc vouloir parler d’autre chose. Il fait un discours sur l’évolution sociale, sur le peuple et le mensonge imposé par la société. L'assemblée, irritée, se sent insultée lorsqu’il dit finalement « La majorité compacte est assez dépourvue de conscience pour vouloir fonder la prospérité publique sur la base pestilentielle de la fraude et du mensonge. ». Le docteur est déclaré à l’unanimité « ennemi du peuple » et il décide alors de partir dans le navire de Horster. La foule s’en va, projetant d’aller briser ses vitres avec des pierres.

### Acte V
Le lendemain, matin, le docteur Stockmann et sa femme sont dans le bureau et ramassent les pierres qui ont été jetées contre leurs fenêtres. Arrive Petra, qui dit qu’elle a été congédiée de son poste, car la directrice de l’école n’ose pas la garder. La famille est finalement expulsée de chez elle ; Tomas est licencié par son frère, tout comme le capitaine Horster. Hovstadt vient, lui disant qu’aucun propriétaire ne pourra l’embaucher, et que personne n’osera les accueillir ou les aider à cause de l’opinion publique. Le docteur décide de partir en Amérique avec sa famille et Horster, car il ne veut plus vivre dans cette ville. Peter lui promet cependant de le réintégrer s’il se dédit. Morten Kiil, le beau-père, arrive en disant qu’il vient d'acheter des parts des bains avec l’argent qu’il voulait initialement laisser au docteur et sa famille. Il espère ainsi que Tomas va abandonner son souhait de faire des travaux dans les bains, afin d'éviter que ceux-ci fassent faillite et que l’argent investi soit alors perdu. Kiil espère ainsi ramener son beau-fils dans la voie de la raison, mais le docteur refuse et son beau-père s’en va. Finalement, Tomas décide de rester dans la ville pour éduquer ses enfants et ceux de familles nécessiteuses afin qu’ils deviennent des hommes libres. Le docteur ne veut pas se soumettre à la société, il continuera son combat seul avec le soutien de sa famille.

## Personnages
- Le docteur Tomas Stockmann : médecin d'une station thermale
- Mme Stockmann : sa femme
- Petra : leur fille, maîtresse d'école
- Eilif : leur fils, 13 ans
- Morten : leur fils, 10 ans
- Peter Stockmann : frère aîné du docteur, juge de première instance, maître de police, président de la société thermale, etc
- Morten Kiil : tanneur, père adoptif de Mme Stockmann
- Hovdtadt : rédacteur du Messager du peuple
- Billing : collaborateur du Messager du peuple
- Horster : capitaine de vaisseau
- Aslaksen : imprimeur
- Bourgeois de toutes conditions, quelques femmes, et une bande d'écoliers venus de la réunion publique

## Contexte de création
La pièce précédente d’Ibsen, Les Revenants, avait été l’objet d’attaques virulentes car elle critiquait l’hypocrisie de la morale puritaine de l’époque en plus de contenir des références voilées à la syphilis. C’est en partie devant l’agressivité des réactions provoquées par Les Revenants qu’Ibsen écrit Un ennemi du peuple.

## Drame ou comédie?
Ibsen, une fois la pièce achevée, dut choisir de sous-titrer la pièce « comédie » ou « drame ». Il fit part de son hésitation dans une lettre à son éditeur. En effet, cette pièce, bien qu’ayant un fond sérieux, présente diverses caractéristiques de la comédie. Le docteur est rendu ridicule en apparaissant en robe de chambre et pantoufles à l’acte cinq. Lors de son discours, il compare le peuple à divers animaux : des poules, des chiens… Ensuite, la naïveté du docteur qui ne voit pas les conséquences de ses actes et les raisons qui montent le journal et le juge contre lui suscite de la compassion, mais fait rire aussi. À l’acte trois, le juge qui se cache mais oublie son chapeau peut rappeler certains fondements du vaudeville : Ibsen fut marqué par le théâtre de Scribe. Cette pièce se démarque aussi par rapport à la pièce précédente d’Ibsen, Les Revenants, un huis-clos dont l'intrigue, dense et tendue, contraste avec la plus grande légèreté d’Un Ennemi du peuple qui se déroule dans divers endroits et sur plusieurs jours.
Finalement, Ibsen choisit de qualifier la pièce de « drame ».

## Versions

### Cinéma
En 1978, la pièce est portée à l’écran par le réalisateur américain George Schaefer. Le rôle principal est interprété par Steve McQueen.
Le film indien Un ennemi du peuple (Ganashatru), du réalisateur Satyajit Ray, est une adaptation de la pièce d’Ibsen dont l’action est transposée en Inde. En 1989, le film est présenté hors-compétition au festival de Cannes.
Pour le film turc  Burning Days  sorti en 2022, le  réalisateur turc Emin Alper cite "Un ennemi du peuple" d’Ibsen, comme l’une de ses principales sources d’inspiration.

### Théâtre
- 1893 : mise en scène Aurélien Lugné-Poe, Théâtre des Bouffes du Nord[8]
- 1939 : mise en scène Georges Pitoëff, décors de Léon Gaudeaux, Théâtre des Mathurins[9]
- 1966 : mise en scène Pierre Valde, MJC-Théâtre de Colombes[10]
- 1976 : mise en scène Cyril Robichez, Théâtre Roger Salengro[11]
- 1977 : mise en scène Étienne Bierry, Grand Théâtre de Tours[12]
- 1991 : mise en scène Élisabeth Marie, Théâtre Populaire de Lorraine[13]
- 1996 : mise en scène Lorent Wanson, Théâtre national Wallonie-Bruxelles[14]
- 1998 : mise en scène Claude Stratz, Théâtre de la Colline[15]
- 2003 : mise en scène Hervé Dubourjal, La Tempête[16],[17]
- 2012 : mise en scène Guillaume Gatteau, TU-Nantes[18]
- 2012 : mise en scène Thomas Ostermeier, Festival d'Avignon (Opéra-Théâtre)[19]
- 2018 : mise en scène Sébastien Bournac, Théâtro Sorano[20]
- 2018 :  mise en scène par Olivier Bruaux, Théâtre du Nord-Ouest dans le cadre de "L'intégrale [21] Ibsen"
- 2019 : mise en scène Jean-François Sivadier, Maison de la Culture de Grenoble puis au Théâtre de l'Odéon[22]
- 2021 : mise en scène Eric Devanthéry, TO Théâtre de l'Orangerie Genève[23]
- 2023 : mise en scène Eric Devanthéry, Comédie de Genève

### Bande dessinée
- 2022 : Javi Rey, Un ennemi du peuple, Éditions Dupuis[24]

### Fiction radiophonique
En 2023, la pièce est adaptée à la radio par France Culture en cinq épisodes de 30 minutes.

### Adaptations du texte
- 2007 : mise en scène Ouriel Zohar, première représentation à Paris, puis à Fréjus, Besançon en 2008, à Liège en Belgique, Minsk en Biélorussie, Salaberry-de-Valleyfield au Québec (Canada) en 2009, et Pórto Chéli en Grèce en 2010
- 2010 : mise en scène Thierry Roisin, Ennemi public
- 2018 : la Compagnie Tabula Rasa, adaptation de la pièce par Jean-Marie Piemme et mise en scène par Sébastien Bournac[26]
- 2022 : coproduction du Théâtre du Nouveau Monde et du Théâtre du Trident, adaptation de la pièce par Sarah Berthiaume et mise en scène par Édith Patenaude